# Alanyana
Alanyana es un género de foraminífero bentónico de estatus incierto, aunque considerado perteneciente a la superfamilia Nodosarioidea, del suborden Lagenina y del orden Lagenida. Su especie-tipo es Alanyana reicheli. Su rango cronoestratigráfico abarca el Lopingiense (Pérmico superior).

## Clasificación
Alanyana incluye a la siguiente especie:
- Alanyana reicheli †